# Кедровая (станция метро, Троицкая линия)
«Кедро́вая» — проектируемая станция Московского метрополитена на Троицкой линии. Расположится в районе Троицк Троицкого административного округа. Открытие станции запланировано в составе участка «Новомосковская» — «Троицк» к 2030 году.

## История
В апреле 2015 года на опубликованной НИиПИ Генплана Москвы схеме развития метро на дальнюю перспективу станция «Десёновское» была обозначена со сроком строительства после 2035 года. 20 августа 2019 года был утверждён проект планировки участка «Новомосковская» — «Троицк», включающего станцию «Десёновское».
10 августа 2022 года мэр Москвы Сергей Собянин утвердил название станции «Кедровая» по наименованию близлежащей улицы.
В 2023 году были утверждены измененные проекты планировки участка Троицкой линии от станции «Коммунарка» (ныне — «Новомосковская») до станции «Троицк». По состоянию на июль 2025 года ведется проектирование всех шести станций участка.

## Перспективы
В перспективе возможно возникновение пересадки со станции «Кедровая» Троицкой линии на одноимённую станцию продлённой Бирюлёвской линии. Согласно другим источникам, новая станция будет относиться к отдельной Рокадной линии.

## Расположение
Станцию планируется разместить с северо-западной стороны от Калужского шоссе, вблизи ЖК «Новые Ватутинки» микрорайона Центральный и улицей 6-я Нововатутинская.